# Kontusaari (ö i Birkaland, Tammerfors, lat 61,72, long 23,20)
Kontusaari är en ö i Finland.   Den ligger i kommunen Tavastkyro i den ekonomiska regionen Tammerfors och landskapet Birkaland, i den sydvästra delen av landet, 200 km nordväst om huvudstaden Helsingfors. Kontusaari ligger i sjön Kyrösjärvi.